# 弧形小丽螺
弧形小丽螺（学名：Ganesella arcasiana）为坚齿螺科小丽螺属的动物。

## 分佈
分布于俄罗斯、朝鲜以及中国大陆的内蒙古、黑龙江、吉林、辽宁等地，生活环境为陆地，常生活于较潮湿的四季牧场、牧草丛中芨芨草丛中和夏潮地的草丛中以及石块下。

## 外部連結
- 維基物種上的相關：弧形小丽螺